# みやぞん
みやぞん（1985年4月25日 - ）は、日本のお笑い芸人。本名：宮園 大耕（みやぞの だいこう）。

## 経歴
東京都足立区出身。東京都立荒川商業高等学校卒業。2009年11月、保育園からの幼馴染であるあらぽんとプロとしてコンビを結成した。
2018年8月25～26日放送の『24時間テレビ41 「愛は地球を救う」』（日本テレビ）でチャリティーマラソンランナーを務め、同番組史上初となるトライアスロンで完走。しかし番組放送前にトライアスロンを開始していたことから「休憩を入れてまで、33時間もトライアスロンをさせる意味が分からない」「せめて放送内に収めるべきだ」「もう若手に無理をさせることをやめるべきではないか」など、多くの批判が散見した。2019年1月、『東京スポーツ映画大賞』の「ビートたけしのエンターテインメント賞」・第19回演芸新人賞を受賞。『世界の果てまでイッテQ!』（2019年5月24日放送回）でのインドロケ中、火の輪くぐりの着地で左足首をひねり、左距骨骨折により全治2か月と診断された。2020年から2023年まで『天才てれびくんhello,』の司会を3年間担当。同番組において初の1人司会となった。
2023年12月31日、浅井企画を退所。2024年3月末にはANZEN漫才を解散した。以後はフリーで活動している。

## 人物
- 身長172cm、血液型A型[2]。
- 趣味は野球（遠投90mを記録）、格闘技（ボクシングをしており、パンチ力223㎏を記録。また、腋の下に鍋を挟んで潰すことができる[11][4]）、ギター（一度聴いた楽曲は即座に弾くことができる。二人羽織でギターが弾ける）。使用ギターは Epiphone・DOVE。
- 幼少期に野球、中学時代はテニスをしていた。小学校卒業当時の将来の夢はバレーボール選手[1]。テニスでは、始めた当日に経験豊富な相手を打ち負かし[12]、のちに足立区大会にて2位の成績を修めた[1]。荒川商業高校時代は野球部に所属し、エースピッチャー兼4番打者を務めた。入部のきっかけは、中学時代にテニス部練習場に入ってきた野球ボールを剛速球で投げ返すみやぞんを見た、視察中の高校の野球部監督からスカウトを受けたことによる[13][注 2]。130km/hを超える投球とキレのある変化球は野球専門誌でも注目の的となる。大学からのスカウトもあったが、上下関係が嫌だという理由ですべて断った[1]。3年夏には東東京大会3回戦まで勝ち上がるが、4回戦で新垣勇人（のち日ハム）擁する私立国士舘高校に敗れた。
- 当初は大学進学の予定であり、あらぽんには「大学で野球をやる」と宣言していた。しかし大学野球の練習へ向かうための千代田線に乗るにも路線図が理解できず、3日連続で乗る電車を間違えたり反対方向に乗るなどしたため、大学進学および野球を辞めるに至ったという[14]。
- ギターやピアノは、コードおよび音楽理論の認識がないまま弾き始め、耳コピーのみで楽曲を再現できた[12]。ギターは独学で習得し、勘を頼りに弾いている。ギター教本でコードを学ぼうとするも、かえって弾けないこともあった[4]。ちなみに教本で確認するまでAmのコードを自身が開発したと勘違いしていた[15]。
- 中学の卒業文集に、「漫才コンビかバンドで有名になりたい。だめなら獣医になる」と記している。また、ジャッキー・チェン好きが高じて、スタントマンやアクション俳優への夢も記されていた[1]。当時のあだ名「チェン」はジャッキー・チェンに由来する[16]。
- プール監視員のアルバイト経験がある。知人の証言によれば、これをきっかけにライフセーバーの資格を取得したという[16]。また、工事現場のアルバイトでは足がもつれてビルの35階から転落したことで高所恐怖症になった。花屋でのアルバイト経験から、花に造詣が深い。
- 母親はかつて大衆演劇の踊り子だった。吉本興業所属を志望していたみやぞんは、当初NSC（吉本総合芸能学院）へ入学する予定だった。しかし母へネタを見せた際「笑いって学ぶもんやなくて、その辺に落ちてるやんけ。それを見つけられへんのに養成所で笑いを訓練したって成長せえへん」とのアドバイスから[17]、養成所を通わずプロの芸人としてデビューした。
- 天然キャラと評され、質問の内容が理解できず的外れな返答をしたり、突然笑い出すことがある[4]。社交辞令も真に受けてしまい、子どものころ知人の母親から「いつでも泊まっていいよ」と言われたため1ヶ月以上泊まり続け、ひどく怒られたこともあった[4]。そのキャラクターについて、伊集院光はラジオ番組にて「果てしない馬鹿」「おもしろ脳」、山里亮太（南海キャンディーズ）はSNSにて「とんでもなく面白い!!」と評価している[12]。
- 同事務所の先輩であるウド鈴木（キャイ～ン）を「恩人」だと語っている[12]。
- 2015年4月21日放送の『有田チルドレン』（TBSテレビ）にて、自身が元在日韓国人（放送時点では帰化済み）であると公表した。高校時代に運転免許証取得のため鮫洲運転免許試験場を訪れた際、係員から外国人登録証明書が必要だと指摘され、初めて出自を知ったという[18]。
- 2016年11月放送の『世界の果てまでイッテQ!』（日本テレビ）における、スペインの超アクロバット闘牛での成功がのちの人気に繋がったと自覚している。自身は丑年であり、占星術でも牡牛座ということで、牛に縁を感じている[19]。
- 2023年12月初頭、飼っていた「ラブ」というメスのビーグル（ミックス）が、悪性メラノーマで息を引き取ったと自身のYouTubeチャンネルで報告した[20]。

## 出演

### 現在の出演番組
レギュラー番組
- まるごと (2018年4月 - 、静岡第一テレビ) - 番組コーナー『みやぞんch』木曜日
- みやぞんのぶらり人情グルメ旅（2025年1月6日 - 、北海道テレビ放送）[21]
- 絶好調W （2025年4月9日 - 、北陸放送） - レギュラーゲスト

準レギュラー、及び不定期出演
- 世界の果てまでイッテQ!（日本テレビ） - 準レギュラー
- キャッチ! （中京テレビ）- 不定期出演 番組コーナー『アスリート全力応援』
- イチオシ!!（北海道テレビ）-不定期出演 番組コーナー『みやぞんのぶらり人情グルメ旅』

スペシャル番組 （最新出演から1年未満で出演している特別番組）
- 24時間テレビ 「愛は地球を救う」（日本テレビ）
  - 40（2017年8月26日・27日） - （武道館北入口担当）
  - 41（2018年8月25日・26日） - （チャリティートライアスロンランナー）
  - 43（2020年8月22日・23日） - （募金ラン応援、おうちQTubeギネスに挑戦）
  - 46（2023年8月26日、27日） - （イッテQ！遠泳部）

### 過去の出演番組
- プロポーズ大作戦（2007年、フジテレビ） - 立修高校野球部員役
- 最上級のひらめきニンゲンを目指せ!クイズ!金の正解!銀の正解!（フジテレビ） - 出題者としてレギュラー出演
- ピカっと解決 ピカちんハンター（テレビ東京） - レギュラー
- あさチャン!（2019年4月1日 - 6月28日、TBSテレビ）[22]- 月-金 帯コーナー出演。
- ヒロミ・みやぞんの明日すぐに友達になりたいアスリート アス友（2018年11月24日 - 2021年7月10日、中京テレビ）[23]
- 天才てれびくんhello, - MC（2020年4月6日 - 2023年3月29日、NHK Eテレ）

### ネットテレビ
- リアル人生すごろく（2016年7月23日、AbemaTV） - すごろくモデル[24]
- 東京BTH〜TOKYO BLOOD TYPE HOUSE〜 第9話（2018年12月7日、Amazonプライム・ビデオ） [25]

### テレビアニメ
- ちびまる子ちゃん（2023年3月12日、フジテレビ）- 宮園 役[26]

### 吹き替え
- カンフー・ヨガ（2017年12月22日公開、KADOKAWA） - ヘイロン 役[27]

### 映画
- 星野先生は今日も走る（2026年度公開予定） - 主演・星野裕一 役[28]

### 舞台
- BOOK ACT「芸人交換日記」（2020年1月8日） - 甲本 役[29]

### CM
- スパイク・チュンソフト「ARK: Survival Evolved」（2017年）[30]
- マンダム「ギャツビー スポットデオトラント」（2017年 - 2018年）[31]
- ディップ「みやぞんの1日付き人ができるドリームバイト」（2017年）
- NTTドコモ「DAZN」（2017年）
- Cygames「グランブルーファンタジー」（2018年）[32]
- 丸美屋食品工業「家族のお茶漬け海苔」（2018年）[33]
- 江崎グリコ「GABA」（2018年 - 2020年）[34][35]
- 楽天「ラクマ」（2019年）[36]
- 花王「メリット」（2020年）[37]
- はごろもフーズ「シャキッと!コーン」（2020年 - 2021年）[38]
- サントリー食品インターナショナル「伊右衛門」（2021年）- 「イッテQ」とのコラボCM
- アマゾンジャパン（2021年 - 2022年11月）（声のみ）[39]

### PV
- 村上佳佑『まもりたい〜この両手の中〜』（みやぞんver.）[40]

### 楽曲
- 『だいじょうぶ』（2019年2月6日）- 八代亜紀とのデュエット曲[41]